# Bernard Koopman
Bernard Osgood Koopman (* 19. Januar 1900 in Paris, Frankreich; † 18. August 1981 in Randolph, New Hampshire) war ein US-amerikanischer Mathematiker.

## Leben
Koopman wuchs in Frankreich und Italien auf, ging mit seiner Familie 1915 in die USA und studierte bei George David Birkhoff in Harvard, wo er 1922 seinen Bachelor-Abschluss machte und 1926 an der Columbia University mit einer Arbeit über dynamische Systeme (das klassische himmelsmechanische Dreikörperproblem) promoviert wurde (On Rejection to Infinity and Exterior Motion in the Restricted Problem of Three Bodie). Unter Birkhoffs Einfluss beschäftigte er sich mit Ergodentheorie, woraus auch eine Beschäftigung mit den Grundlagen der Wahrscheinlichkeitstheorie entstand. Ab 1943 beschäftigte er sich mit Operations Research, als er von Philip Morse eingeladen wurde, der Operations Research Gruppe (ORG) der US-Navy beizutreten. Er war 1957/58 Präsident der Operations Research Society of America (OSRA), zu deren Gründungsmitgliedern er 1952 gehörte. Er verbrachte seine gesamte Karriere (bis auf Post-Doc-Stellen als Benjamin Pierce Instructor in Harvard und ein Jahr an der Princeton University) an der Columbia University, wo er nach dem Zweiten Weltkrieg Professor und 1955 Adrian Professor wurde. Von 1951 bis 1956 war er Dekan der Fakultät. Daneben arbeitete er weiter auf dem Gebiet der Operations Research Forschung als Berater bei Center of Naval Analyses, dem Institute for Defense Analyses (IDA) (wo er 1956/7 und 1964/5 war) und der Unternehmensberatung Arthur D. Little Inc. 1959 bis 1961 koordinierte er die militärische Operations Research Anwendung zwischen den USA und Großbritannien und der NATO in London.
In seiner Arbeit zur Ergodentheorie, die für die Grundlegung der statistischen Mechanik wichtig ist (die Ergodenhypothese macht Aussagen zur Gleichverteilung von Bahnen im Phasenraum des dynamischen Systems), führte er Methoden der Funktionalanalysis ein. Observable sind Funktionen auf dem Phasenraum und der Fluss im Phasenraum bewirkt die Abbildung der Observablen im Funktionenraum (einem Hilbertraum) durch lineare Zeitentwicklungsoperatoren, deren Spektrum studiert wird. Koopmans Betrachtungsweise aufgreifend bewies neben Koopmans Lehrer Birkhoff auch John von Neumann, der zuvor den Hilbertraum-Zugang zur Quantenmechanik entwickelt hatte, Ergodentheoreme Anfang der 1930er Jahre.
Zu seinen Doktoranden zählt Francis Murray (1936), der mit John von Neumann über Operatoralgebren forschte.
1980 erhielt er die Kimball Medal der ORSA. 1979 erhielt er den Wander Award der Military Operations Research Society.